# ساشا مودولو
ساشا مودولو (ایتالیایی: Sacha Modolo؛ زادهٔ ۱۹ ژوئن ۱۹۸۷) دوچرخه‌سوار اهل ایتالیا است.

## باشگاهی
از باشگاه‌هایی که در آن رکاب زده‌است می‌توان به تیم یوای‌ئی امارات، باردیانی–سی‌اس‌اف، و کنندیل–دراپاک اشاره کرد.